# 가정교사 히트맨 REBORN!
《가정교사 히트맨 REBORN!》(일본어: 家庭教師ヒットマンREBORN! 가테쿄 힛토만 리본[*])은 아마노 아키라가 슈에이샤의 주간 소년 점프에서 2004년 26호부터 2012년 50호까지 연재된 만화다. 단행본은 42권까지 발매했다.
애니메이션판으로도 만들어지며 애니메이션판은 2006년 10월부터 TV 도쿄에서 방송을 시작했으며, 2010년 9월 25일 방영된 203화, 미래편을 끝으로 종결되었다. 대한민국에서는 2008년 5월 26일부터 2011년 5월 30일까지 투니버스에서 방영하여 1화~203화로 방영 종료하였다.

## 개요
주간 소년 점프 2003년 51호에 초기 버전에 해당되는 같은 이름의 단편을 거쳐 연재가 개시되었으며 그 단편은 공식 캐릭터 북에 수록되었다. 연재 초기 1화 완결의 러브 코미디 형식의 만화였지만, 62화(8권)부터 이야기의 방향성이 액션 만화로 변화하게 되었으며, 주인공 사와다 츠나요시의 성장을 다룬 성장 스토리도 다루게 되었고, 기타 캐릭터들도 코미디적 측면이 거의 배제되고 진지하고 멋있는 방향으로 변화하게 되면서 폭발적인 인기를 누리게 되었다. 이에 따라 게임화와 애니화가 이루어지게 되었으며 동인에 의한 2차 창작도 활발하게 이루어지게 되었다. 《매지컬 타루루토군》부터 시작되는 점프 만화 특유의 ‘마스코트 캐릭터와 낙오자 주인공 그리고 그 동료들이 펼치는 코미디’ 계통의 만화지만 같은 장르의 만화가 주요 인물 두 명의 우정과 신뢰 관계에 중점을 두는 것에 반해 주요인물 두 명이 가정교사와 학생 간의 관계, 즉 사제관계에 있기 때문에 좀 더 부성적인 관계가 중점적이다. 캐릭터 일부의 이름은 자동차나 오토바이(주로 이탈리아 메이커) 등과 관련된 이름이 붙는다. 13권부터는 번역가 안토니오 마이츠가 이탈리아어를 감수한다.

## 줄거리
괄호는 투니버스에서 방영하는 로컬라이징을 기준으로 적시한다.

### 일상 편
만화: 표적 1~61, 애니메이션: 표적 1~19, 표적 27~33, 표적 66~73
운동도 공부도 못하고 무슨 일이든 바로 손을 떼버리는 보잘 것 없는 소년 사와다 츠나요시(츠나), 통칭 허접츠나 앞에 가정교사로 나타난 사람은 히트맨을 자칭하는 리본이라는 이름의 아기이다. 리본의 목적은 츠나를 이탈리아 마피아 조직 봉고레의 10대 보스로 키우는 것이다. 9대 보스의 의뢰를 받은 리본은 머리에 맞는 순간 후회한 것을 되살아나면서 죽을 힘을 다해 해내게 하는 봉고레 대대로 전해져 오는 비밀무기 필살탄을 써서 츠나를 마피아 보스다운 사람으로 교육을 시작한다.

### VS 고쿠요(흑산) 편
만화: 표적 62~81, 애니메이션: 표적 20~26
나미모리 중학교 학생이 누군가에게 습격당하고 이가 뽑히는 사건이 터졌다. 리본은 디노에게 받은 정보와 이가 뽑히는 개수대로의 카운트 다운(애니에서는 쓰러진 사람의 가슴 위에 놓여진 회중시계로 카운트 다운), 예전에 후타가 만든 랭킹 등을 조사하여 적이 사실은 마피아 조직에서 쫓겨나고 범죄를 저질러 빈디체에 갇혔다가 탈옥한 탈옥수이며 그들이 봉고레 10대 보스 후보인 츠나를 노리고 있다는 것을 알아낸다. 츠나는 9대 보스의 지령을 거절하나 로쿠도 무쿠로를 쓰러뜨리러 간 히바리가 돌아오지 않자 히바리를 찾아내기 위해 리본, 고쿠데라 하야토, 야마모토 타케시, 비앙키와 함께 적진에 쳐들어 가기로 한다.
그리고 츠나는 란치아를 쓰러트리지만, 그가 로쿠도 무쿠로인지 알고 싸운 츠나네는 필살탄이 떨어진다. 결국 로쿠도 무쿠로에게 당할 찰나 각성을 하여 고쿠요들을 이기지만 그들은 빈디체에 잡혀간다.

### VS 바리아 편
만화: 표적 82~135, 애니메이션: 표적 34~65
고쿠요중과의 싸움이 끝난 뒤 얼마 후 바질이라고 불리는 외국 소년이 어느 긴 은발의 남자와 거리에서 싸우게 되고 츠나와 고쿠데라, 야마모토는 그 싸움에 휘말리게 된다. 그 싸움으로 인해 츠나 일행들은 봉고레의 독립암살부대인 <바리아>의 존재를 알게 된다. 이윽고 츠나에게 디노가 가지고 있던 반쪽 짜리의 링이 전달되고 그 링은 고쿠데라와 야마모토에게도 전달된다. 리본은 그 링이 봉고레 패밀리의 보스와 그의 수호자들이 이어받는 증표인 <봉고레 링>이라는 것을 알려주고 그 나머지 반쪽은 바리아가 가지고 있다는 정보를 알려준다. 리본은 링의 반쪽을 빼앗기 위해 얼마 안 있어 바리아가 쳐들어올 것이라는 걸 알려주고 리본의 예고대로 바리아가 쳐들어온다. 격돌하기 직전에 체르벨로라고 하는 조직에서 파견된 두 명의 여인이 난입, 9대 보스의 칙명을 가져온 후 나미모리 중학교에서 봉고레 링을 차지하기 위한 츠나 측 수호자들과 바리아의 보스 XANXUS(잔저스) 측의 수호자들과의 쟁탈전이 벌어진다.
| 수호자   | XANXUS 측         | 츠나 측                     | 승자                        |
| -------- | ----------------- | --------------------------- | --------------------------- |
| 태양(晴) | 룻스리아          | 사사가와 료헤이             | 사사가와 료헤이             |
| 번개(雷) | 레비 아 탄        | 람보                        | 레비 아 탄                  |
| 폭풍(嵐) | 벨페고르          | 고쿠데라 하야토             | 벨페고르                    |
| 비(雨)   | 스페르비 스쿠알로 | 야마모토 타케시             | 야마모토 타케시             |
| 안개(霧) | 마몬              | 크롬 도쿠로 / 로쿠도 무쿠로 | 크롬 도쿠로 / 로쿠도 무쿠로 |
| 구름(雲) | 고라 모스카       | 히바리 쿄야                 | 히바리 쿄야                 |

양측 수호자들의 전투 끝에 츠나쪽이 이겼지만, 구름의 링 쟁탈전에서 폭주한 고라 모스카의 몸속에서 실종되었던 9대 보스가 나온다. 츠나는 모스카의 폭주를 막아서 9대를 공격했다는 것으로 인해 순식간에 반역죄로 몰리게 되고 각 수호자들의 목숨을 걸고 XANXUS와 전투 개시, 엄청난 전투끝에 바리아측의 보스인 XANXUS는 초대에디션:제로지점 돌파에 의해 쓰러진다. 그렇게해서 바리아와의 링 쟁탈전이 끝나고, 츠나쪽은 봉고레링을 얻게 된다.

### 미래 편
만화: 표적 136~282, 애니메이션: 표적 74~141
바리아와의 링 쟁탈전이 끝난 후 봉고레 링의 진짜 주인이 된 츠나와 수호자들, 그러나 평화로운 일상도 잠시 어디선가 날아온 10년 바주카에 리본이 맞는 사고가 발생한다. 본래 10년 바주카는 맞은 사람의 10년 후의 모습과 현재 모습이 5분간 뒤바뀌는 것인데, 10년 후의 리본은 나타나지 않고 5분이 지나도 현재의 리본이 돌아오지 않는 것을 보고 이상하게 여긴 츠나는 람보의 10년 바주카를 확인하려다가 실수로 맞게 되고 츠나 자신도 10년후의 세계()로 워프하고 만다. 10년 뒤의 세계에서 츠나는 10년 뒤 자신과 리본이 죽었다는 것과 뱌쿠란이라는 자가 이끄는 <밀피오레 패밀리>라는 새로운 마피아가 10년뒤의 수호자들 목숨을 노리고 있다는 것을 알게 된다. 5분이 지났는데도 10년 전으로는 돌아가지지 않고 오히려 고쿠데라, 야마모토 등 동료들이나 친구들마저 10년 뒤로 넘어오는 최악의 상황을 맞는다. 10년 전으로 돌아갈 방법을 찾기 위해, 이 사건의 근원이라고 추측되는 이리에 쇼이치를 해치우려고 츠나 일행은 링과 박스가 힘을 가진 세계에서의 목숨을 건 싸움이 시작된다.

#### 메로네 기지
만화: 표적 136~219, 애니메이션: 표적 74~141
봉고레 일원들은 이리에 쇼이치라고 하는 인물이 이 사태와 뭔가 관련이 있을거라 추정, 10년 후의 비앙키와 후타가 가져온 정보로 인해 그 이리에 쇼이치가 있는 <밀피오레 패밀리>의 일본 지부인 <메로네 기지>에 잠입하기로 결정짓고 이 시대의 전법을 구사하는 수련을 받게 된다. 그로부터 며칠 후 <메로네 기지>측에서 봉고레 기지의 위치를 알아내고 잠입한다. 그 잠입에 의해 10년 후의 히바리가 잠입부대를 막는 동안에 츠나, 고쿠데라, 야마모토, 10년 후의 료헤이, 랄 미르치는 <메로네 기지>에 잠입한다. 2번 정도의 싸움 끝에 미끼가 되어 다른 사람들을 유인하려는 작전을 펼치려 하지만 그 일은 랄 미르치가 해야된다는 것을 알고 패닉에 빠지지만 츠나가 자신이 하겠다고 나서게 된다. 일행과 떨어져 미끼가 된 츠나는 밀피오레 메카닉 스패너가 만든 스트라오 모스카(고라모스카의 진화형)를 신기술 ‘X BURNER’로 헤치우고 자신도 벽에 처박혀 기절하게 된다. 스패너는 적이지만 그의 기술에 흥미를 느끼고 츠나를 자신의 방으로 데려와 ‘X.BURNER’를 완성시켜 주겠다며 황당한 제안을 한다. 이때, 츠나의 이어폰에서 나온 리본의 홀로그램도 등장한다. 스패너는 X.BURNER가 안정되지 않은 이유가 좌우 밸런스가 맞지 않기 때문이라며 단점을 보완할 수 있는 콘텍트 렌즈를 만들어 주겠다며 제작에 착수한다. 료헤이 일행은 전시실에서 바이샤나를 만나고 료헤이는 강한 실력으로 그의 거대한 박스병기 세르페.템페스타(폭풍의 뱀)를 무찌르는데 성공한다. 그 순간, 이리에 쇼이치는 메로네기지를 이루고 있는 수많은 방들을 이동시켜 료헤이와 고쿠데라가 감마와, 야마모토와 랄 미르치가 안개의 6조화인 환기사와 만나게 만들고, 감마의 더욱 향상된 전투 실력으로 인해 료헤이가 쓰러지자 고쿠데라는 자신의 SISTEMA.C.A.I로 감마와 막상막하로 싸운다. 한편, 더블 K.O. 환기사를 상대로 거의 이겼다 싶었던 야마모토는 환기사의 환각으로 쓰러지고 메로네기지에 침입한 10년후의 히바리가 등장한다. 환기사와 막상막하로 싸우던 도중, 현재의 히바리로 바뀌어져 고쿠데라 일행과 합류한다. 왠지 모르게 링에 필살염을 깃들일줄 아는 히바리가 열게 된 포르코스피노. 누볼라(구름 고슴도치)가 폭주해 히바리 일행은 위기에 몰리게 된다. 한편 스파나의 방에서 츠나의 콘택트 렌즈가 거의 완성되었을 때, 아이리스와 진져가 침입해 츠나를 위기로 몰아가지만 완성된 콘택트 렌즈를 받은 츠나의 완벽한 X.BURNER에 맞아 쓰러진다. 이후 방어블록을 돌파하고 아르마멘토. 다. 구에라(대전장비)로 무장한 환기사와 전투를 치른다. 홀로그램 영상과 X.BURNER로 환기사를 유인, 제로지점돌파 개량형 칼날잡기를 이용해 전투의 전세를 돌린다. 하지만 이에 분노한 환기사가 오사. 임프레쇼네 헬링(뼈의 잔상 헬링)으로 자신의 정신을 헬링에 파먹혀 전력증강, 거대한 해골모습으로 변해 츠나를 공격하지만 츠나는 X.BURNER 하이퍼.익스플로젼으로 환기사를 무찌른다. 그리고 가게 된 이리에 쇼이치의 연구실에는 츠나의 일행이 잡혀있었으며 그들의 인질을 이용한 협박에 의해 츠나는 마지막 봉고레링을 넘겨주려고 할 때 이리에 쇼이치가 체르벨로들을 기절시킨 후 지금까지는 다 연극이며 자신은 봉고레의 편이라고 주장한다.

#### 10년 후 바리아
메로네 기지에서의 힘든 싸움을 이겨내고 마침내 쇼이치가 있는 곳까지 온 츠나 일행, 쇼이치는 어느 정도 츠나를 몰고 가다가 갑자기 츠나에게 자신이 츠나의 편이라고 말한다. 그러면서 지금까지 메로네 기지에서의 싸움은 10대 봉고레 패밀리가 뱌쿠란을 쓰러트릴 수 있는지 시험해보는 첫 번째 도박이었으며, 그걸 제 1단계라고 치면 클리어해야할 2단계는 봉고레가 전 세계의 밀피오레 지부에 총공격을 감행하는 대작전 중의 이탈리아의 주력전이라고 한다. 바리아는 밀피오레의 지휘관이 있던 고성을 점거해 전세를 돌렸다. 바리아의 멤버들은 각각 서포트, 남쪽, 동쪽으로 나누어 육조화를 끌어내려 하는데, 남쪽으로 간 벨과 프랑은 벨의 비조네.템페스타(폭풍의 밍크)로 적들을 압도하지만 벨의 죽은 줄 알았던 쌍둥이 형인 폭풍의 육조화, 질(라지엘)과 그의 집사 올게르트가 등장한다. 그들의 엄청난 실력으로(솔직히 약간 비겁한 방법이었다.) 인해 참혹하게 죽고 말지만, 벨과 프랑이 죽은 것은 환각이었다. 하지만 그것을 모르는 질은 그 기세를 이어 고성을 붕괴시키지만 XANXUS가 참전한다. (10년 후 XANXUS가 달라졌다는 충격과 공포의 대사, “봉고레는 하나다!”가 나온다.) XANXUS는 질과 올게르트를 강력한 박스병기, 리그레. 템페스타. 디. 치에리(하늘의 폭풍 라이거)로 무척이나 압도적으로 죽임으로써 이탈리아의 주력전에서 승리를 거둔다. 이후 흩어졌던 바리아 멤버들이 모두 모인 후, 봉고레에게 승리를 알린다.

#### 아르꼬발레노편
애니메이션: 표적 142~153, 애니메이션 오리지널 시리즈이며 원작자가 감수
메로네 기지에서의 싸움 이후, 쇼이치는 츠나 일행에게 뱌쿠란의 목적을 알려주며 츠나에게 <봉고레 박스>를 주며 <봉고레 박스>를 쓰기 위해선 잠시 동안 10년 전의 세계로 가 "아르꼬발레노의 7개 증표"를 받아오라고 한다. 그리고 츠나 일행들은 10년 전으로 가서 "아르꼬발레노"들에게 7개의 증표를 받는 시련을 받는다. 수월하게 시련을 클리어하는 츠나 일행이었지만 태양의 아르꼬발레노 리본과의 대결에서 7인 모두가 참패하고 만다. 설상가상으로 번개의 아르꼬발레노 베르데가 봉고레 링을 빼앗으려 미완성 박스병기로 습격을 하고, 츠나 일행과 함께 싸우던 아르꼬발레노 6인+랄 미르치는 베르데의 논.트리니 셋테 공격을 받고 의식을 잃는다. 그러나 이는 마몬의 환각이었음이 밝혀지고, 마침내 츠나는 X BURNER AIR로 베르데를 격퇴하고 베르데와 리본의 증표를 얻게 된다. 마침내 7개 증표를 모두 모은 츠나 일행은 다시 미래 세계로 돌아온다.

#### 초이스
만화: 227~256, 애니메이션: 표적 154~177
무사히 아르꼬발레노의 증표를 모두 얻고, 미래로 돌아온 츠나 일행 앞에 뱌쿠란이 수신영상으로 나타난다. 그러고는 쇼이치마저도 모르고 있던 자신의 정예수호자들 '리얼 6조화(眞 6弔花)'를 소개한다.
츠나와 수호자들은 경악한다. 뱌쿠란은 쇼이치와 심심풀이용으로 하던 초이스(Choice)게임을 현실에서 하자고 제안하고 약 10일 동안의 시간을 준다. 실력 향상이 필요한 츠나 일행은 뱌쿠란, 리얼 6조화와 싸우기 위해 10년 후 츠나가 남긴 봉고레 박스를 10일 안에 개갑해야만 한다. 어쨌든 뱌쿠란의 초이스 개전 선포 이후 어느 정도의 휴식을 가지기로 한 츠나 일행은 10년 전 바질과 합류하고 크롬과 여자들간의 관계 개선, 야마모토의 야구부 응원을 했다. 수련을 끝마친 뒤, 츠나 일행은 전송 시스템에 500만Fv의 불꽃을 채우라는 요구에 봉고레 박스를 개갑하고 1000만FV를 채우며 전송 장치를 작동시킨다. 드디어 모든 것을 건 초이스 게임이 벌어지고, 츠나가 봉고레 박스의 신기술로 토리카부토를 제압, 야마모토가 사루라는 이름으로 참전하였던 환기사를 쓰러트리는 등 초반에는 봉고레에게 유리해 보였다. 하지만 갑자기 리얼 6조화의 리더, 키쿄우가 실력을 드러내어 무서운 속도로 타겟을 찾아내어 공격, 쇼이치가 중상을 입고 쓰러트린줄 알았던 데이지가 불사신의 능력으로 죽지 않아 초이스(Choice)에서 패배하고 만다. 그 이후 깨어난 쇼이치로부터 어떻게 이 10년 후의 세계의 싸움이 시작되었는지, 그리고 뱌쿠란의 능력의 정체가 무엇인지, 10년 후의 츠나는 실제로 죽지 않았다는 사실을 듣게 된다. 뱌쿠란의 능력은 4차원에 존재한다는 모든 평행 우주에 있는 자기 자신의 지식과 생각을 공유하는 능력, 그 능력으로 인해 뱌쿠란은 모든 평행 우주의 지식을 습득해 세계를 지배하게 된 것이다. 그리고 쇼이치는 지금 이 세계야말로 뱌쿠란을 쓰러뜨릴 수 있는 유일한 가능성을 지닌 세계라 밝힌다. 그 후 나타난 뱌쿠란에게 봉고레 링을 빼앗기려는 순간 영혼이 돌아온 유니가 등장, 유니는 뱌쿠란에게 쇼이치와의 약속을 기억해 내라면서 초이스 재전(再戰)을 요구한다. 그러나 뱌쿠란이 일언지하에 거절하자 유니는 <밀피오레 패밀리>에서 탈회(脫會)한다고 선언하며 츠나들과 함께 나미모리로 도망친다.

#### 봉고레 프리모(초대보스)
애니메이션: 표적 178~189, 원작자 감수 오리지널 스토리
과거에서는 처음엔 이탈리아에 왔다가 나중에는 일본으로 간다. 그리고 이름은 사와다 이에야스로 바꾼다. 과거에서 온 자들 전원은 리본 대신 유니와 함께 스패너가 작동시킨 장치로 이동한다. 시간은 시련을 끝내고 미래로 이동한 직후의 신사 앞, 그리고 앞서 반나절 더 전으로 이동해 다시 아르꼬발레노들을 소집시킨 리본이 기다리고 있었다. 유니의 정체를 숨긴 채, 봉고레 링에 깃든 프리모 패밀리를 현실화시켜 계승의 의식을 시작한다. 츠나와 각 수호자들은 초대 보스 및 수호자들과 대면하고, 순서대로 수호자의 사명을 대언하여 계승을 인정받는 시련을 받게 된다. 하지만 돌연 초대 안개의 수호자 데이몬 스페이드(Daemon.Spade)가 쿄코 일행을 납치하고 아이들을 공격한다. 그는 봉고레의 계승은 인정할 수 없다며 수호자들을 위험에 빠트리지만, 모두가 힘을 합해 데이몬 스페이드를 이기고, 무쿠로와 츠나까지 계승을 인정받아 다시 미래로 돌아온다.

#### 미래 결전
만화: 표적 257~282, 애니메이션: 표적 190~203
겨우 나미모리 마을에 돌아온 츠나 일행이 아지트에 돌아가 옷을 갈아입고 잠시 숨을 돌리고 있을 때, 자쿠로가 쳐들어온다. 츠나 일행이 도망칠 시간을 벌기 위해 스쿠알로가 남았으나 뱌쿠란이 패러렐 월드에서 조우한 기술을 분석하여 리얼 6조화에게 공략법을 전수해 처참하게 완패한다(의수였던 손의 팔을 잃는다.). 틈을 타 츠나 일행은 하루가 알려준 복덕방에서 만난 카와히라의 수상한 능력으로 쫓아온 자쿠로를 쫓아내 위기를 넘긴다. 그리고 스쿠알로와 아지트가 걱정되어 쟌니니, 야마모토 타케시, 비앙키가 아지트에 간다. 한편 히바리와 디노의 수세에 몰린 데이지는 육체에 박스를 묻어 병기와 신체를 융합하는 리얼 6조화의 최종병기 수라개갑을 선보이지만 히바리의 봉고레 박스에 격파당한다. 츠나들도 리얼 6조화의 습격을 받지만 감마 3형제가 봉고레 팀에 합류하여 토리카부토를 쓰러뜨리고 숲에서 리얼 6조화와의 결전을 준비한다. 양 팀이 '수라개갑'과 '봉고레 박스'를 개갑하여 격전을 벌이고, 결국 바리아와 봉고레 패밀리 전부 당하고 말지만 그것은 상황을 살피기 위한 무쿠로와 프랑의 환각이였다.그렇게 다시 점점 치열해지는 와중 프랑의 도움으로 탈옥한 무쿠로와 고쿠요 멤버들이 봉고레에 협력한다. 상황이 밀피오레에게 불리해지는 와중에 뱌쿠란은 번개의 조화인 GHOST를 숲으로 순간 이동시키고, 그는 그 숲에 있는 모든 사람들의 필살염을 흡수한다. 봉고레 전멸의 위기에서 나타난 츠나는 불꽃흡수 기술인 제로지점돌파改로 GHOST를 빨아들여 소멸시킨다. 그러나 이미 GHOST로부터 모든 불꽃을 전송받은 뱌쿠란이 그 날개를 펼치며 나타나 봉고레 박스를 연 츠나를 순식간에 전투불능 상태로 만들고, 하늘의 결계를 만들어 그 인력으로 유니를 끌어들이는 데 성공한다. 그러던 중 츠나의 각오에 반응해 봉고레 링에서 프리모와 초대 패밀리가 나타난다. 그들은 출력을 억제시켰던 링의 족쇄를 풀어 〈오리지널 봉고레 링〉을 개방한다. 마침내 츠나와 뱌쿠란의 상상을 초월하는 결전이 벌어지고, 그 와중에 유니는 아르꼬발레노의 부활을 위해 감마와 함께 목숨을 잃는다. 유니의 죽음에 흥분이 격앙된 두 사람은 분노의 마지막 일격을 쏘아내고, 츠나의 X BURNER가 뱌쿠란을 압도, 그는 완패를 선언하며 소멸한다. 이렇게 마침내 미래에서의 기나긴 싸움이 종결된다. 아르꼬발레노가 부활하고, 츠나 일행은 자신들을 위해 희생한 유니에게 감사해한다. 마지막으로 미래를 떠나 과거로 돌아가기 전, 츠나 일행들은 미래에서 만난 친구들과 작별 인사를 하고 많은 일을 겪었던 미래를 뒤로 하고 타임 워프를 해 과거로 돌아가게 된다.

### 계승식 편
만화: 표적 283~305
츠나 일행은 드디어 현재로 돌아오게 된다. 9대(노노 패밀리)는 봉고레(Vongola)의 보스 자리 계승을 결정하기로 한다. 계승식을 알리는 편지를 보낸다. 그런데 미래에서의 대규모 이동으로 인한 시공간 분열으로 생긴 지진으로 인해, 안전 지대인 나미모리(츠나가 살고있는 곳)로 봉고레의 오랜 동맹 조직인 "시몬 패밀리(Simon Family)"가 나미모리에 전학온다. 시몬과 봉고레는 상당히 우호적인 관계를 유지하고 츠나도 시몬의 보스 "코자토 엔마(Cozato Enma)"와 절친한 사이가 된다. 그러나 시몬의 카오루(Caoru)가 야마모토(봉고레 패밀리/비의 수호자)를 습격한다. 그 후 시몬은 반대 세력의 제지에도 불구하고 봉고레 패밀리가 개최한 계승식장을 습격해 봉고레 보스의 증표인 수수께끼의 액체 '죄'를 탈취한다. 엔마는 '죄'는 시몬 프리모(1대 보스)의 피라고 밝히며 양 조직 보스들의 이야기를 말한다. 시몬 프리모(1대 보스)인 코자토(코자르트)가 형제처럼 지내던 "지오토(Giotto/봉고레 1대 보스)"에게 배신당하고 동료들과 함께 갈갈이 찢겨 죽었으며, 남은 패밀리도 봉고레가 누명을 뒤집어씌워 죄인 취급 당한채 온갖 끔찍한 박해를 당해 조직은 형편없이 약소화되었다고 한다. 시몬 패밀리는 그 후 오랫동안 봉고레에 대한 증오와 복수심을 키워온 것이다. 그들은 죄를 그들의 시몬 링에 부어 '대지 7속성'의 불꽃을 발화, 시몬 링 각성을 감행한다. 엔마는 봉고레 수호자와 츠나를 압도적으로 공격해 봉고레 링마저 파괴해버린다. 츠나 일행은 처참하게 쓰러진다. 그 와중에 카토 줄리는 크롬을 납치해 '성지'라는 곳으로 떠나간다. 시간이 지난 후, 망연자실한 봉고레들에게 의문의 늙은 금속공예사 탈보가 찾아와 봉고레 프리모(1대 보스)의 피 '벌'과 애니멀링, 10대 패밀리의 불꽃으로 부서진 봉고레링을 '봉고레 기어'로 버전업시켜 전투력을 보강시킨다. 그 후 봉골레는 시몬의 성지를 알아낸다. 9대는 전투 회의를 소집해 이 싸움을 전적으로 10대 패밀리에게 맡길 것을 선언한다. 츠나와 리본은 현재의 스패너가 보낸 새로운 콘택트 렌즈와 헤드폰을 받아들고 동료들과 함께 시몬의 성지에 온다.

#### 성지(聖地)에서의 전투
만화: 표적 302~346
태평양, 외부인에게 보이지 않게 은닉되어 있던 섬이 대기 속에서 나타나 시몬 패밀리와 함께 츠나 일행을 맞는다. 그런데 그 섬에 나타난 것은 빈디체이다. 빈디체는 자신들의 방문 목적은 봉고레와 시몬의 초대 보스 간의 약속을 완성하기 위해서이며 이 싸움에 지는 자들은 영원히 빈디체에 수감되고, 승패의 기준은 '긍지'라고 이야기한다. 그리고는 사라진다. 아델하이트는 자신들의 성지에 있는 하나의 길과 그 길 끝에 있는 골에 대해 설명한다. 그 후 엔마는 "그 길에는 시몬 패밀리의 고통스러운 역사가 선명하게 새겨져 있으니 너희들도 그 고통을 맛보면서 걸어와라."라는 선전포고를 던지고 사라진다. 그 후 츠나 일행은 시몬의 규칙대로 길을 걸어오기 시작한다. 첫 승부로 료헤이와 코요가 싸우고, 둘은 무승부로 함께 빈디체에 끌려간다. 그 후, 본고레와 시몬 초대의 만남에 대한 첫 번째 기억이 전해진다. 그 후 동굴에서 벌이진 라우지와 람보의 대결에서는 라우지가 패배해 끌려간다. 다음날 마을에서 고쿠데라와 Shitt. P!의 전투가 시작되고, 고쿠데라가 승리해 Shitt. P!가 빈디체에 끌려가기 직전 세 번째 기억이 전해진다. 순간, 엔마가 Shitt. P!의 구출을 시도하지만 실패하고, 그의 가족을 살해한 것이 츠나의 아버지라는 사실을 구실로 츠나를 죽이려 들지만 각성이 일어나 아지트로 돌아가게 된다. 그 때, 시몬의 아지트에서는 크롬이 탈출을 시도를 하고 있었다. 그러나 돌아온 쥬리에게 들통이 나고 마는데, 크롬의 내장을 유지시켜주고 있던 사람은 다름 아닌 쥬리였다. 그는 봉고레와 시몬의 항쟁을 일으킨 사람은 나라며 데이몬 스페이드의 정체를 드러낸다. 그리고 데이몬은 크롬에게 환각을 걸어 그녀를 조종하려 든다. 전투 이후, 아델하이트와 히바리의 전투에서 히바리가 승리하고 빈디체가 나타나 아델하이트를 묶고 시몬 초대의 죽음을 초래한 데이몬의 모습을 담은 4번째 기억이 전해져 모두가 충격을 입은 가운데, 데이몬 스페이드가 드디어 정체를 드러내어 시몬의 진실을 모두 밝힌다. 그에 격분한 카오루가 그를 급습하지만 그에게 반격당한다. 그때, 그를 원조하기 위해 온 야마모토가 그를 구해내고, 5번째 기억이 전해져 츠나는 봉고레 프리모는 배신하지 않았다며 말하고, 긍지가 깨어진 카오루는 아델하이트와 함께 엔마의 구출을 부탁하며 빈디체에 끌려가버린다. 야마모토는 데이몬과 전투를 하지만 데이몬이 크롬을 데리고 도주, 그 때 크롬에게 봉고레 기어의 원석을 넘긴다. 그리고 츠나는 쓰러트러야 할 적은 데이몬 스페이드라고 단정짓고 엔마와 크롬을 구하기로 다짐한다. 그 때, 완전 각성한 엔마는 자신만이 남은 아지트에서 흉측한 모습으로 변한 채 츠나를 죽이기만을 기다리고 있었다. 그에게 다가가 엔마의 각성상태를 확인하고는 자신도 완전 각성했다며 데이몬 스페이드는 승리를 확신한다. 그는 크롬을 잡아둔 자신의 방으로 가 무쿠로를 불러오기 위해 섬의 신기루 상태를 모두 해제시켜 섬의 가려져 있던 본모습을 드러내고 쳐두었던 방어벽과 크롬의 최면 상태를 모두 푼다. 그리고 크롬의 내장을 없애버리자 무쿠로가 나타나고, 데이몬을 쓰러트리기 위해 그와의 대결을 결심한다. 그 때 츠나 일행은 엔마가 있는 지하의 성에 도착한다. 성안으로 들어가 발견한 엔마는 기억들을 인식하지 못한 채로 츠나를 죽이려 공격하고, 그런 엔마의 공격 속에서 츠나는 엔마의 내면의 진짜 감정을 느끼고는 엔마를 다시 일깨우지만 엔마는 자신도 주체할 수 없는 힘에 휘말린다. 엔마에게서 형성된 블랙홀을 없애기 위해 츠나는 신기술인 더블 익스 버너를 발사해 엔마의 각성상태를 해제시키고 블랙홀을 대공의 조화로 날려버린다. 그리고 츠나의 긍지 '친구와 동료' 가 엔마에게 희망을 준다. 6번째 기억이 전해진 후, 무쿠로는 스페이드의 환각들을 단숨에 격파하고 그를 쓰러트린다. 하지만, 스페이드는 무쿠로의 육체를 빼앗아 츠나와 그의 패밀리를 쓰러트리러 돌아오고, 빈디체의 한 사람 모습이 점점 드러나면서 스페이드는 빈디체와 동일한 속성(봉고레와 시몬의 7속성)을 가지게 되었다. 빈디체는 료헤이와 잡혀간 시몬 패밀리 모두의 해방을 걸고, 스페이드를 쓰러트리라고 말한다. 엔마는 대응하기 위해 행성들을 소환하고 중력을 이용해 츠나의 X캐넌을 조종해 데이몬을 맞추지만 데이몬은 시스테마C.A.I로 완벽하게 막아낸다. 또한 데이몬은 과거를 들려주며 봉고레의 외부 고문 조직의 12명을 모두 사살하고, 시몬의 아버지도 죽인것이 자신이라고 말한다. 츠나와 엔마는 분노하여 데이몬을 본격적으로 공격한다. 하지만 데이몬은 완전 무장을 하고, 6명으로 늘어나 츠나와 엔마를 공격한다. 츠나는 반격했으나 데이몬은 6명으로 늘어난 자신이 입는 대미지는 1/6으로 줄어든다며 공격한다. 그때, 엔마는 슈페르.그라비타.블랙홀을 사용하며 6명의 데이몬을 동시에 잡아둔다. 엔마는 쏘라고 하지만 츠나는 쏠 수 없다고 한다. 그때, 크롬이 다가가서 방어막을 펼치지만 미약하여, 무쿠로가 능력을 증폭시킨다. 그리고 공격하려는 순간, 데이몬은 멈추라고 말하지만 츠나는 더블 익스 버너를 쐈지만 데이몬은 죽지 않고 살아있었다. 데이몬은 엔마로 모습을 바꾸고 츠나를 공격한다. 츠나는 온몸의 뼈가 으스러진다. 츠나를 마지막으로 공격하기 직전 엔마의 시몬링이 저절로 벗겨져 장수풍뎅이 모양으로 바뀌어 봉고레 기어쪽으로 이동하여 하나로 합쳐진다. 그 합쳐진 링은 지오토와 코자토가 남긴 일곱번째 열쇠, 과거의 기억이 머리속에 스쳐 지나가게 되고 그 기억은 봉고레 패밀리와 시몬 패밀리가 서로 싸우게 된다면 긍지를 걸고 싸움에서 지는 사람은 영원히 빈디체에 가두겠다는 이야기와 만약 두 패밀리간의 증오가 풀린다면 서로의 불꽃은 하나로 합쳐져 타오른다는 이야기였다. 그렇게 봉고레의 대공의 링과 시몬의 대지의 링이 합쳐져 츠나의 링에 변화가 오게 되고 대공의 속성만 있을 때 가질 수 없었던 힘(엔마의 대지의 속성)이 생기면서 D.스페이드와 맞먹으며 싸우게 된다. 츠나에게 타격을 입은 D.스페이드는 제 8의 속성을 사용해 도망을 치려 하지만 그것 마저 대지의 속성에 방해받게 되고 결국 D.스페이드는 자신의 숨겨놓았던 힘을 사용하여 츠나와 싸운다. 무쿠로의 몸을 버리고 혼의 모습으로 탈출을 감행하였지만 육체가 없는 혼으로는 제 8의 속성을 사용할 수 없는 룰로 인해 탈출하지 못하고 죽게 된다. 그리고 그가 남긴 보물 시계를 츠나가 보게되고 그 안의 사진에서 프리모 패밀리와 어떠한 여자를 발견하게 된다. D.스페이드는 그녀가 엘레나이고 그녀와 연인이었다고 말한다. 그리고 엘레나에 얽힌 이야기를 하게 된다. 엘레나가 처음에 지오토를 소개시켜주게 되고 D.스페이드는 엘레나를 위해 봉고레에 들어가게 된다. 얼마 후 지오토는 우린 독재자가 아니라며 전력이 필요없다고 말하게 된다. 하지만 경비가 허술해진 봉고레성은 결국 침입을 당하여 엘레나를 잃게 된다. 그것에 분노한 데이몬은 '강한 봉고레를 만들기 위해 지금까지 힘써온 것이다.'라고 말하지만 츠나는 '힘을 이용해 봉고레를 강하게 만드는게 잘하는 짓일까?'라는 말을 하며 초직감을 통해 엘레나의 목소리가 들린다면서 엘레나는 데이몬이 그녀를 위해 오랫동안 일했다는 사실에 감사하고 있다고 하는 말을 한다. 데이몬은 그 말을 믿기로 하며 츠나에게 봉고레를 맡기고 소멸한다. 이후 성지에서의 전투가 끝나고 츠나네들의 일상생활로 돌아온다. 츠나와 엔마가 아델하이트에 의해 밧줄에 묶여있는 상태에서 웃는 것으로 시몬 패밀리편은 끝이 난다.
...

### 아르꼬발레노의 저주편
만화: 표적 350~409
리본의 꿈속, 이 꿈속에서의 리본은 저주 받기 전의 모습을 하고 있다. 꿈에서 만난 수상한 남자, 그 남자가 가지고 있던 것은 바로 투명한 쪽쪽이었다. 그리고 그 남자는 '세계 최고의 선택된 7인을 모으고 있다.'라고 말한다. 그때 리본이 꿈에서 깨어나고, 츠나가 말하길, 리본은 악몽에 시달리고 있었다고 한다. 리본은 정확히는 꿈이 아니라 추억이라고 답한다. 이어서 말하길, '아르꼬발레노 일원 모두 아르꼬발레노가 되는 것을 바라지 않았다'라고 답하고, 다시 꿈이 이어진다. 그 꿈에서는 그 남자가 어떤 장소로 가라고 말한다. 리본이 당도한 곳에는 코로네로 대신 랄 미르치가 있는 아르꼬발레노가 (저주 전 모습으로) 모두 모여있었다. 그런데 모두가 원래의 모습으로 돌아오고, 어떤 목소리는 모두가 같은 꿈을 꾸고 있는 것이라고 말한다. 그리고 아르꼬발레노 전원이 리본한테 지령을 내린 그 남자에게 살의를 보인다. 그런데 그 남자는 "무지개의 저주를 풀고싶지 않나?" 라고 묻는다.

#### 무지개의 대리 전쟁
그리고 리본이 깨어난 후, 리본은 츠나에게 이상한 얼굴로 부탁을 한다. 츠나는 무리한 부탁을 하려는 것이 분명하다며 도망쳐 버린다. 그리고 츠나가 학교에서 돌아오자, 집 앞에 캬발로네 패밀리들이 와 있고, 리본은 츠나와 디노에게 [나를 위해 싸워줘]라고 말한다.
한편, 다른 아르꼬발레노들은, 베르데는 고쿠요의 무쿠로에게, 마몬은 잔저스에게, 코로네로는 CEDEF의 이에미츠에게 가서 어떠한 부탁을 한다.
꿈에 대한 이야기가 이어진다. 금속 모자를 쓴 수상한 남자는 아르꼬발레노를 한 명 줄일 계획이라며, 저주가 풀리게 되는 자는 아르꼬발레노에 가장 많은 공헌을 한 자이며, 자신이 감사하게 될 사람이라고 하고, 대리인을 세워서 싸워서 남은 한 아르꼬발레노에게 저주를 풀어주겠다고 한다.
꿈에 대한 이야기가 끝난 후, 디노는 아르꼬발레노의 비밀을 물어본다. 그리고 리본은 '자신의 이 모습은 원래의 모습이 아니다'라고 말한다.
그 말에 츠나는 리본의 진짜 모습에 대해 상상한다. 그리고 리본은 츠나에게 "혹시 네가 싸웠던 강적도 아르꼬발레노의 대리를 부탁 받았을지도 모르겠지" 라고 한다.
그러자 츠나는 시몬 패밀리를 떠올린다. 한편 시몬 패밀리에서는 스컬이 자신의 대리가 되어달라며 소란을 피우고 있다. 그러나 시몬은 그를 믿지 않고 그 풍경을 폰이 바라본다.
또 다시 디노시점으로 돌아간다. 디노는 여전히 넘어지며 호텔로 향하고 있었다. 그 순간 바리아가 디노의 앞을 스쳐가고, 디노는 마몬이 잔저스에게 대리를 부탁했다는 것을 눈치챈다.
그 다음날도 계속 츠나는 리본의 진짜 모습이 무엇일지 생각하며 엉뚱한 상상을 한다. 그러다가 고쿠데라와 야마모토를 만난다. 고쿠데라와 야마모토도 리본에 대해 상상을 해본다. 그러던 중에 무쿠로가 츠나 앞에 나타난다. 무쿠로와 베르데는 서로를 신뢰하지 않으나 최고의 조합이라고 생각한다. 그러면서 츠나를 없애버리겠다고 한다. 한편 봉고레 문외고문기관에서는 랄이 코로네로의 저주를 풀어주기를 원해 대리가 되어 싸우고 싶다고 하며 옛날 상상을 잠깐 하고, 바질 또한 츠나와 겨루어 보고 싶다고 말한다. 하지만 문외고문기관에서는 거절을 한다. 기관에 이득이 없다는 것이다. 랄은 코로네로의 저주를 풀어주고 싶다는 생각에 잠기었다. 한편 코로네로는 이에미츠에게 랄의 저주를 풀어주고 싶다고 말한다. 그러자 이에미츠는 힘을 빌려 주겠다고 말한다. 그리고는 봉고레에서 감시해오던 한 남자가 없어졌다는 얘기를 꺼낸다. 그 남자 역시 아르꼬발레노와 관련이 있는 자라고 하며 혹시 그가 아르꼬발레노의 대리가 된 게 아닌가라는 말을 한다. 그를 아르꼬발레노의 대리로 세울 아르꼬발레노는 딱 한명이라고한다.
한편 질리오네로 패밀리에선 현재의 감마와 노사루 타자루가 보스의 쪽쪽이가 빛난다고 얘기하고 그런 장면을 멀리서 바라보고 있는 하얀 남자가 있다.
감마는 10년후의 일들을 기억해본다. 그러면서 지금 왜 쪽쪽이가 빛나는거냐며 소리치는데 그때 현재의 뱌쿠란과 진6조화가 나타난다. 뱌쿠란은 자신들이 무지개의 저주를 풀기 위해 같이 싸울거라고 한다. 그리고는 대공의 쪽쪽이가 빛나면서 유니가 나타난다.
한편 디노와 함께 츠나가 호텔에 들어선 순간 바리아의 벨페고르가 츠나를 낚아채가고, 츠나는 바리아의 보스인 잔저스와 만나게 된다. 잔저스와 츠나는 얘기를 나누다가 자신을 쇠모자의 사자라고 소개하는 오노미치를 만나게 되고 대리전쟁에 사용할 시계를 받게 된다.
CEDEF(체데프)의 이에미츠와 바질 등이 츠나네 집에 오고, 뱌쿠란도 와서 조그만 날개로 2층에 걸터앉아서 동맹을 맺자고 한다.
리본은 뱌쿠란의 약점과 이 대리전쟁에 대해 뭔가를 알아내기 위해 동맹에 찬성한다. 스컬(대리인-시몬패밀리)과도 동맹을 맺으려 했으나, 리본이
고쿠요에서는 베르데가 무쿠로에게 무기를 만들어주었고, 체데프의 바질은 특훈을 계속 하고, 바리아는 마몬의 재산으로 바리아링을 만들며 각자 대리전쟁의 준비를 시작한다.
그 다음날 그들이 학교를 마치고 하교중에 갑자기 배틀 시작 1분전이 남았다고 한다.
엔마는 하이퍼모드에 들어가서 바리아와 전투를 하고 이에미츠는 츠나와 싸우지만 츠나는 맞고 쓰러지고 츠나에게 가는 야마모토와 고쿠데라와 료헤이는 폰의 대리인 히바리를 만난다.
료헤이의 워치는 부서지고 야마모토와 고쿠데라는 비의 진정을 이용해 히바리로부터 벗어난다.
그동안 엔마는 와이어에 팔이 묶여서 대지의 중력을 제대로 컨트롤하지 못하고 스컬은 엔마를 구하기 위해 선물을 사용하고 저주가 풀려 엔마의 공격을 자신의 몸으로 막아냈다.
나중에 보니 츠나의 워치가 부서지지 않은 것은 리본이 코로네로팀과 동맹을 맺어서였다.
그리고 사과모자를 쓴 카와이하고 어린 프랑은 고쿠요 제복입고 베르데를 돌리거나 환각으로 과일 모자를 씌운다.
디노는 나미모리 중학교의 영어 선생이 되고 츠나는 그날 밤만 야마모토네 집에서 자고 시몬 패밀리 모두가 스컬의 대리인이 되었다는걸 알게 된다.
그리고 방과후에 그들은 유니가 있는 곳으로 가서 유니로부터 이번 전쟁에서 두팀이 탈락하게 된다는 말을 듣는다.
하지만 유니는 예지력으로도 어떤 팀이 탈락할지는 정확하게 모른다고 한다.
그리고 유니팀의 뱌쿠란으로부터 베르데는 환각을 실체화하는 기계를 발명했다는 말을 들었다.
뱌쿠란은 베르데의 그 기계에 대항하기 위해서 현재의 이리에 쇼이치와 스파나를 부른다.
그러던 중 배틀이 시작되고 무쿠로 팀이 유니 쪽으로 온다.
뱌쿠란이 날개를 이용해 위로 날아올라서 한 차를 향해 공격했지만 일반인이었고 그 와중에 다른 차에서 프랑이 환각으로 미사일을 만들어내서 소리를 지르며 나온다.
흥분한 자쿠로를 키쿄우가 막으려고 하지만 키쿄우는 사실 무쿠로의 환각이었고 자쿠로의 배틀 워치는 부서지게 된다.
자쿠로가 무쿠로를 공격하려고 했지만 프랑의 환각인 가짜 오노미치(체커페이스, 쇠모자 쓴 남자의 사자)가 그건 반칙이라고 해서 공격하지 못하고 프랑은 무쿠로에게 다른 걸 사용하자고 말하는 순간 츠나가 무쿠로를 공격한다.
그들이 그렇게 싸우는 도중 저주가 해제된 코로네로가 츠나, 뱌쿠란, 무쿠로의 보스 워치를 노린다.
츠나와 야마모토, 고쿠데라는 표적에서 벗어나고 코로네로가 맥시멈 라이플을 쏜다.
키쿄우, 켄, 치쿠사 이렇게 3명의 워치가 부서지고 뱌쿠란, 감마, 무쿠로, 프랑의 워치는 어떤지는 잘 모르지만 그 4명은 모두 부상당했다.
코로네로는 두 번째 발사를 하려고 하고 츠나는 쏘지 말라고 하였으나 이에미츠는 차라리 동맹을 깨겠다고 하고 한번 더 쏜다.
그 15분 전 쯤에는 히바리가 폰을 머리위에 얹고 바리아를 만난다.
리본이 저주를 해제하려고 하는 순간 뱌쿠란이 그 공격을 모두 막았다.
츠나가 왜냐고 묻자 뱌쿠란은 자신은 한 악몽으로 빠져들었고 그 악몽에서 츠나를 이기지만 애착도 관계도 없는 상태에서 죽음만을 기다렸지만 그때 유니가 와서 뱌쿠란을 진심으로 생각하는 그 온기 덕분에 자신의 삶을 되찾았다라고 말하고 빨리 이에미츠를 공격하라고 한다.
츠나는 이에미츠에게 날아간다.
그래서 백란의 보스 워치는 부서지고 무쿠로는 머리에 불이 붙은 프랑을 데리고 도망가고 남은 고쿠데라와 야마모토는 자전거를 타고 가기로 한다.
코로네로는 프레젠트 사용을 중지하고 이에미츠는 츠나에게 밀렸지만 츠나를 발로 걷어차고 츠나는 불꽃으로 다시 이에미츠를 공격하지만 이에미츠는 츠나의 팔을 잡고 옆으로 내려쳤다.
이에미츠가 너와 싸우는 건 지겹다며 보스 워치를 부수려고 하는 순간 이에미츠가 던진 바위를 저주가 해제된 리본이 총을 쏘아 C H A O S를 만들고 츠나를 다치지 않게 했다.
그리고 어른이 된 리본은 츠나에게서 3가지 부족한 점을 알려주고 다시 아기 상태로 돌아간다.
그렇게 아기 상태로 돌아가지만 츠나는 눈치를 채지 못한다.
그때 사와다 츠나는 이에미츠에게 공격을 가한다.
한편 히바리는 바리아와 싸우기 위해서 호텔로 들어가고, 그곳에서 바리아와 만난다.
레비와 룻스리아는 부상당하고, 벨은 워치가 부셔져버렸다. 그 이유는 어른이 된 폰 때문이다.
그러다 갑자기 마몬이 잔저스를 불러왔다.
잔저스, 스쿠알로, 히바리, 폰은 싸움에 임했지만, 폰이 기술을 사용하려는 찰나 어른이된마몬이 '비밀의 바이퍼 미라주'라는 기술을 써 폰을 다치게 했다.
마몬과 폰은 마몬이 만든 공간에서 일루젼과 무술의 대결을 한다.
폰이 우세해지자 마몬은 오히려 자기가 사용했던 기술에 당하게 된다.
폰은 마몬에게 생각하는 것을 멈추게 의식을 잃게 만들려고 했지만 다시 아기로 돌아가버린다.
불리해진 히바리에게 마몬은 멈추게 하고, 잔저스가 총을 쏘려고 했지만 디노에 의해서 무산되었다.
디노는 리본의 부탁대로 히바리에게 도움을 준 것이다. 잔저스는 혼자 싸우고 싶어해서 마몬은 선물을 중지한다.
히바리는 잔저스와 싸우고 싶지만 디노가 잔저스는 진지하면 벅차진다고 말한다. 하지만 히바리는 혼자의 힘으로 싸울 수 있다고 해서 디노는 [내가 잔저스의 힘을 과대평가했나 보네! 츠나에게 진 후로 말야!]라며 잔저스는 분노하게 되고, 베스타로캄피오포르마하여 천황 동물총(피스톨라 임퍼라톨레 아니말레)으로 변한다. 그리고 히바리와 잔저스는 격렬한 싸움을 펼친다.
싸움이 종료되자 히바리는 더 싸우고 싶지만 규칙은 싸움이 종료된 후에 싸울수가 없어서 히바리는 보스워치를 깨버렸다.
그것을 본 잔저스는 동감한다며 보스워치를 깰려고 했지만 바리아가 막아서 무산되었다.
한편 싸움이 종료되기 5분 전, 바질이 스컬팀을 미행하고 있었다. 평화롭게 지내던 스컬팀이 갑자기 불길한 불꽃과 함께 찾아온 빈디체에게 당했다.
그리고 빈디체는 스컬팀의 워치를 가져가버린다. 또,빈디체와 같이 있던 버뮤다는 투명한 쪽쪽이를 가지고 있었다.
빈디체는 아르꼬발레노 대리전쟁에 참여하겠다며 체커 페이스에게 선언한다.
츠나들은 스컬팀이 입원한 병원으로 갔다. 그곳에서 쿄코를 만났다. 쿄코는 크롬이 장기를 찾을 수 없다고 말했다. 그리고 자꾸 보스(츠나)를 부른다고 한다.
츠나들은 크롬에게 오고, 크롬은 싸움에 끼워달라고 말했다. 하지만 츠나는 거절해버렸다.
밤이 되자 아르꼬발레노들이 회의하는 사이에 갑자기 대리전쟁에 참여하는 각팀 앞에 워치를 차지 않은 빈디체 1명이 찾아온다.
코로네로팀은 츠나집 앞에서 싸우게 된다. 나나는 시끄러운 소리에 문을 열어 확인하고, 그것을 본 빈디체가 나나에게 공격을 한다.
한편 베르데팀은 무쿠로가 막지만 프랑에 의해서 긴장이 풀어져 버렸다. 이틈에 빈디체는 무쿠로의 머리를 잡아버렸다.
그리고 마몬팀은 잔저스와 스쿠알로가 빈디체를 막는다. 아르꼬발레노 회의 중, 코로네로와 마몬은 리본에게 대리전쟁에 참여한 이유를 물어보았다.
하지만 리본은 말해주지 않고,폰이 대신해서 리본은 츠나를 훌륭한 10대로 만들기 위한 거라고 말해줬다.
리본팀(나미모리삼인방)은 열심히 상대하고 있었다. 폭발소리가 들리자 지나가던 리본이 그들을 발견하고, 빈디체는 물러갔다.
또한, 다른팀에서도 아르꼬발레노들이 오자 빈디체들은 사라졌다. 하지만 코로네로팀은 이에미츠가 나나를 지키려다 도리어 자신이 부상당하고 보스워치를 파괴당했다.
그리고 코로네로가 대리전쟁에서 우승하면 저주를 풀 권리를 랄에게 양도할 계획이었다는 것을 랄이 알게 되었다.
밤 12시가 되자 대리전쟁의 시작알림이 울렸다. 나미모리삼인방은 공원으로갔지만 그곳에 베르데팀이 있었다.
하지만 각팀마다 워치가 있는 빈디체가 3명이나 오게 되었다.
베르데팀과 리본팀은 동맹을 맺지 않겠다고 하지만 베르데팀에서 무쿠로와같이 환술을 쓸 수 있는 프랑이 자고 있어서 일시동맹을 맺게 됐다.
베르데팀과 리본팀은 각의 기술을 쓸수있어 콤비네이션으로 빈디체를 압도하였다. 그리고 마지막 장식으로 무쿠로가 최강의 환술인 겐쥬가가이아를 썼다.
그러자 빈디체의 검은망토가 벗겨진 모습이 보이고 흉측한 모습에 돌덩이 같은 아르꼬발레노의 젖꼭지와 비슷한 젖꼭지가 있었다.
이상하게도 빈디체는 체커페이스를 증오하였다.
다시 싸움에 열중하다가 갑자기 크롬이 등장하였다.
알고보니 크롬은 리본의 대리자였던 것이다. 크롬의 내장이 없다는 것을 듣고 빈디체는 멈춰있었다.
크롬의 내장이 없는 이유는 크롬이 무쿠로의 환술을 거절했기 때문이었다.
육체에서 벗어난 무쿠로는 크롬과 더 이상 운명공동체가 아니게 되어 자신을 한 사람의 인간으로서 봐주길 바라는마음이 생겼기 때문이다.
무쿠로는 크롬에게서 전사의 기질이 보였다고한다. 크롬은 무쿠로가 좋아하는 것과 무쿠로를 지키고 싶어 큰 불꽃이 일어났다.
크롬과 무쿠로가 조합하여 겐쥬무 가이아를 만들어냈다.
겐쥬무 가이아로 빈디체들은 쓰러졌지만 다시 일어난다. 츠나는 빈디체를 막지만 보스워치를 보호하느라 큰 힘을 낼 수 없다.
그러자 리본은 [주저하지마 다메츠나!! 보스워치따윈 신경쓰지마! 죽을 힘을 다 해 그 녀석을 쓰러트려!]라며 츠나를 더 강하게 키워야 한다고 말했다.
츠나는 보스워치를 잊고 내 모든 힘을 쓴다고 하며 빈디체와 동등할 정도로 겨뤘다. 그리고 빈디체는 쓰러졌다. 다행이 보스워치가 부숴지지 않았다.
츠나가 이기자 버뮤다 폰 베켄슈타인과 제커가 나왔다. 버뮤다가 온 이유는 리본에게 제안을 하려고 왔기 때문이다.
버뮤다는 리본에게 나의 팀에 너가 필요하다고 말하며 거절하려는 리본에게 워프홀을 만들어 리본을 빨려들어가게 했다.
그것을 본 츠나는 리본을 구출하려 하지만 자신도 빨려들어가버렸다.
리본이 조용히 빨려들어간 이유는 진실이 궁금하기 때문이었다. 그리고 그곳에는 이상한 언어와 아르꼬발레노의 젖꼭지 모양 문양이 그려져있었다.
돌아다니면서 한폭의 그래피티가있다.
아르꼬발레노는 처음에 체커페이스에 의해서 7명이 이끌렸다. 그리고 미션의 보상은 톱클래스여서, 모두가 클리어를 했다. 그 후 아르꼬발레노들은 돈보다 최고란 이름이 더 끌려서 미션에 재미를 붙이고 클리어를 했다. 그러면서 팀워크가 생겼다. 마지막 미션에 도달하였을 때, 아르꼬발레노들은 큰 빛에 휩싸이고, 저주를 받아 아기 상태가 돼버렸다.
리본에게서 아르꼬발레노의 이야기를 듣다가 버뮤다와 제커가 왔다. 여기에서 모든 것을 말해준다고 했다. 그리고 보스워치를 벗으라고 했다. 보스워치를 벋은 츠나는 리본과 함께 이야기를 듣게 된다.
오래전에도 아르꼬발레노가 있었다고 한다. 아르꼬발레노란 체커페이스가 만든 쪽쪽이를 지키기 위한 인간 희생양이라는 것이다. 쪽쪽이는 엄청난 보물이기 때문에 최강의 7인이 지켜야한다고 한다. 하지만 시간이 되면 아르꼬발레노들은 저주를 견뎌내지 못한다. 그게 쪽쪽이의 부작용을 나타내서, 다음 세대로 넘어가는 작업이 된다고 한다. 가끔은 계약직으로, 가끔은 대리인전쟁으로,
만약 두 가지 일이 한 번에 벌어지면 원에 싸여서 사람들의 기억 속에서 사라진다. 이번 대리인전쟁도 같은목적을 이용한 것이라고 ,체커페이스는 이 싸움을 이용해서 다음 세대의 아르꼬발레노를 만든다고 한다. 그리고 원래 아르꼬발레노는 묵살된다. 대부분 역대아르꼬발레노들은 죽었지만, 살아남았다고해도 저주받은 인생으로 살아야한다. 승자를 아르꼬발레노의 저주를 풀어줄 생각은 없었던 것이었다. 무지개대리인은 그저 최강의 인간들을 모으려는 미끼였던 것이다.
리본은 애초에 체커페이스가 저주를 풀어주지 않을 거라고 생각을 했었다고 한다.
버뮤다는 이 승부에 집착하는 이유가 체커페이스에게 복수하기 위해서라고했다. 죽이려고 노력을 해도 실패가 됐다.
그리고 체커페이스는 기척을 지울 수 있는 사람이었다. 하지만 체커페이스를 잡을 수 있는 시간을 알아냈다. 그 시간은 무지개대리전쟁의 승자가 가려진 후 잠깐의 몇 초.
그 때 다음 아르꼬발레노를 지정할 승자를 가릴 것이라고 한다.
그래서 버뮤다는 리본에게 도와달라고 요청을 한다.
리본에게 요청한 이유는, 리본의 짧은 한 마디에 모두가 큰 힘을 낼 수 있었기 때문이었다.
버뮤다는 리본이 대리전쟁에 참여한 이유가 그저 남의 성장을 보기 위한 것이 미친 거라고, 하지만 리본과 같이 미친 사람을 좋아해서, 그래서 여기로 끌어들이고 싶은 이유였다.
버뮤다는 아르꼬발레노의 일원으로서 체커페이스에게 사용되다가 버려질 운명이었다고 한다. 하지만 체커페이스가 쪽쪽이의 힘을 빼앗기 전에 겨룰 수 있었다.
하지만 버뮤다는 이길 수 없어서 필살염만 가져가고 빈쪽쪽이가 남은 거라고 한다.
일반적으로 쪽쪽이가 비워지면 죽거나 장애를 입어 빈디체처럼 돌과 같이 되지만, 버뮤다는 끝없는 복수심에 인간의 존재를 뛰어넘는 힘을 쓸 수 있게 됐고, 빈 쪽쪽이를 새로운 필살염'밤의 필살염'으로 채울 수 있게 됐다고 한다.
그리고 뼈만 남은 사람을 구해 만들어진 것이 '빈디체'라고 한다.
빈디체가 왜 마피아세계의 룰을 지키는 자인 것은, 트리니세테에 가장 가까운 마피아의 지킴이로서 만들어졌기 때문이었다.
하지만, 체커페이스를 쓰러트려버리면 지금 아르꼬발레노와 빈디체, 버뮤다는 죽게 된다.
그것이 싫은 츠나는 버뮤다와 협상하는 것을 거절하고, 다른 방법을 찾겠다고 한다. 리본도 츠나의 뜻을 따르겠다고한다.
그러하여 버뮤다와 리본의 협상은 결렬되었다.
그러자 버뮤다는 자신의 제안을 거절하여 무사히 돌아 갈 수 없다고 한다.
그리고 빈디체 중에서 가장 강한 제거와 츠나가 싸우게 된다.
그들이 싸우던 중, 버뮤다가 갑자기 리본과 츠나가 자신이 처한 처지를 이해 못하고 있다며 자신을 비출 시간을 준다고 한다.
버뮤다는 리본에게 다시 힘을 합치자고 제안한다. 그리고 다음 대리인 전쟁이 시작할 때 대답을 듣겠다고 한다.
버뮤다는 리본이 자신의 초대에 응하지 말든지 지옥에서 태워질거란 말을 남기고 사라진다.
그 후 남은 팀은 리본 팀, 베르데 팀, 마몬 팀, 버뮤다 팀.
리본은 츠나에게 츠나는 제거를 이길 수 없다고 하고, 대리인 전쟁을 잘 참여했다고 말해준다.
그 후 아르꼬발레노들은 자신들의 죽음에 관해 이야기 한다면서 자리를 떠나고, 츠나는 자신의 집으로 간다.
그리고 츠나는 자신이 대리 전쟁에서 이기든 지든간에 리본은 죽거나 빈디체가 된다는 사실에 슬퍼하고, 자신은 어떻게 해야 하는지 모른다.
한편 리본은 다른 아르꼬발레노들에게 버뮤다에게서 들은 말을 전해준다.
리본은 다른 사람들을 아르꼬발레노로 만드는 것을 원치 않았기 때문에 체커페이스와 아르꼬발레노의 시스템을 없애는 것도 나쁘지 않다고 말한다.
하지만 마몬과 베르데, 코로네로는 그렇게 할 수 없다고 한다.
그리고 츠나는 무언가를 깨닫고 누군가를 찾아가서 어떤 이야기를 듣고 로크(무쿠로)와 백란(뱌쿠란), 엔마 그리고 잔저스를 부른다.
다음날이 되자 츠나는 어제 일을 회상하는데, 어제 만난 사람은 타블롯이었다.
츠나는 그에게 버뮤다에게서 들은 이야기를 해주고, 필살염에 대한 이야기를 들었다.
회상에서 깨어난 츠나는 리본을 만나 이야기를 한다.
츠나는 리본에게 항상 리본 자신이 죽을 거라는 생각을 하고 있었냐며 리본은 가정교사로서 실격이라고 말한다. 그리고 이번에는 츠나가 리본을 가르치겠다고 말한다.
츠나는 리본을 죽게 내버려 두지 않겠다고 한다.
츠나가 떠난 뒤 리본은 자기가 원하는 대로 됐다고 말한다.
그리고 츠나는 디노와 히바리에게 현재의 심각한 상황을 말한다.
그 후 츠나는 디노와 디노의 부하들과 히바리, 바리아, 무쿠로 일행, 백란(뱌쿠란), 카이(고쿠데라), 지후(야마모토),료(료헤이), 시몬패밀리 등 동료들을 모아두고 같이 싸우자고 부탁한다.
그리고 버뮤다도 모든 빈디체들을 데리고 싸움의 준비를 끝마쳤다.
그리고 모든 아르꼬발레노들도 모였다.
그 후 츠나 일행과 버뮤다 군대의 싸움이 시작된다.
그리고 리본은 버뮤다의 마지막 제안을 거절한다.
그리고 다음날 대리전쟁이 시작되고 버뮤다가 저주를 풀고 츠나와 싸우다가 츠나가 이기게 된다.
그리고 잠시 후 체커페이스가 나타나고 체커페이스의 정체가 10년 후 세계에서 도와준 복덕방 아저씨 카와히라였다.
그리고 츠나가 카와히라와 대화를 하다가 카와히라가 츠나가 다음 아르꼬발레노 1순위라고 한다.
츠나는 각오하고 있었다는 듯이 말하였고 아르꼬발레노들은 놀란다.
그리고 카와히라가 뜻밖에 얘기를 꺼낸다.
그것은 유니와 카와히라가 같은 종족의 후예라는 것이다. 트리니셋테를 지키기 위해 태어난 후예라고 한다. 그래서 지구인들의 힘을 빌려 트리니셋테를 보존한 것이었다.
그리고 카와히라가 츠나를 아르꼬발레노로 만들려 할 때 탈보가 찾아와 쪽쪽이를 보존할 수 있는 항아리를 주고 아르꼬발레노와 봉고레가 힘을 모아 쪽쪽이를 항아리에 넣는 것을 성공했다.

### 대리전쟁 후 일상
아르꼬발레노들은 저주가 반만 풀려 어른이 되지는 않았지만 성장을 할 수 있게 되었고, 랄 미르치는 저주가 약했던 덕분에 완전히 어른이 되었다. 그리고 코로네로와의 결혼식을 앞두고 있다.
리본은 츠나에게 진지하게 봉고레 10대가 될 생각이 없냐고 묻자 츠나는 거절한다. 리본은 처음과 달라진 것이 없는 츠나를 뒤로하고 떠나버린다. 그 후 원래의 일상으로 돌아온 츠나는 여전히 못난 츠나로 불리며 자신을 한심하게 생각한다. 그 순간 네오 봉고레 프리모를 목표로 9대의 허락을 받은 리본이 다시 돌아오고, 츠나는 여전히 보스가 되기 싫어하지만 안심하며 리본을 바라본다. 때 맞춰 온 자신의 친구들을 보며, 거의 달라진 것은 없지만 자신에게는 동료가 생겼다는 것을 깨닫는다. 그것이 리본이 왔기 때문이라 생각하며, 그것은 날개 없는 천사보다는 가정교사 히트맨 REBORN!이라면 끝이 난다.

## 설정

### 트리니셋테(7³)
작중에 등장하는 이 세계를 창조한 초석(初石)이라고 불리는 링들을 총칭하는 말이다. 봉고레 패밀리가 소유한 7개의 <봉고레 링>, 본래 질리오네로 패밀리였으나 뱌쿠란이 밀피오레 패밀리를 창설하는 도중 강탈해 간 7개의 <마레 링>, 그리고 아르꼬발레노들이 가진 7개의 <장난감 쪽쪽이>로 이루어져있다. 7의 3제곱을 이탈리아어로 하면 트리니셋테이며, 말 그대로 7개의 링들이 3세트로 이루어져 있다는 뜻으로 볼 수 있다. 이 트리니셋테에 관해선 아직까지 많은 것이 불명이다.

### 필살염(必殺炎 / 死ぬ気の炎)
필살염(死ぬ気の炎 시누키노호노[*])은 필살탄, 잔소리탄, 필살환 등에 의해 발생시킬 수 있는 봉고레에 전해지는 초압축 에너지이다. 필살염은 아우라보다 밀도가 진한 에너지로 필살염은 지문과 성문이 같아 개개인마다 발하는 불꽃은 다르다. 2대와 XANXUS는 희귀한 광구염으로 필살염과는 별도로 ‘분노염’이라고 불린다. 필살염의 각기 다른 강약과 성질, 색깔을 가지고 있으며 필살탄에는 필살염을 일시적으로 흡수, 압축할 수 있는 기능이 있다. 같은 소재로 만든 츠나의 X글러브는 필살염을 깃들게 하는 것이 가능하다. 필살염의 사용법으로 필살염의 추진력에 의해 공중에 자유롭게 날아다니거나 로봇의 동력원으로 활용할 수 있다. 필살염에는 각기 다른 특유의 색깔이나 성질을 가지고 있으므로 불꽃의 순도가 높아질 수록 색은 선명하며, 순수한 불꽃일수록 속성이 가지는 특징을 보다 강하게 나타낼 수 있다. 또한, 한 명이 다수의 속성을 지닐 수 있지만 대체적으로 파동이 강한 속성은 자신이 원래 가지고 있던 하나로 나머지는 미약하다고 한다. 염압의 출력 단위는 FV(피앙마 볼테지)이다.

#### 대공의 필살염(大空 必殺炎)
| 속성       | 색깔         | 성질       | 이탈리아어                               | 아르꼬발레노                        | 특징 |
| ---------- | ------------ | ---------- | ---------------------------------------- | ----------------------------------- | ---- |
| 하늘(大空) | 주황(Orange) | 조화(調和) | 피르마멘토 / 치엘로(Pirmmamento / cielo) | 루체(Luce)→ 아리아(Aria)→ 유니(uni) | 조화 |
| 폭풍(嵐)   | 빨강(Red)    | 분해(分解) | 템페스타(Tempesta)                       | 폰(風)                              | 분해 |
| 비(雨)     | 파랑(Blue)   | 진정(鎭靜) | 피오자(Pioggia)                          | 코로네로(Coronero)                  | 진정 |
| 태양(晴)   | 노랑(Yellow) | 활성(活性) | 솔레(sole)                               | 리본(Reborn)                        | 활성 |
| 번개(雷)   | 초록(Green)  | 경화(硬化) | 풀미네(Fulmine)                          | 베르데(Verde)                       | 경화 |
| 구름(雲)   | 보라(Violet) | 증식(增殖) | 누볼라(Nuvola)                           | 스컬(Skull)                         | 증식 |
| 안개(霧)   | 남색(Indigo) | 구축(構築) | 네비아(Nebbia)                           | 바이퍼&마몬(Viper)                  | 구축 |

본래, 필살염은 7가지 속성을 지녔으며 그 속성들은 하늘을 기준으로 그 하늘을 물들이는 6가지 기상현상을 상징하는 것이며 각 불꽃마다 성질, 색깔, 명칭, 속성이 전부 다 다르다.
- 필살. 제로지점돌파
  - 사용자 : 사와다 츠나요시(Vongola Decimo)
  - 초대 봉고레 보스인 <지오토>가 만든 기술로, 플러스 상태에 놓인 필살모드를 반대로 마이너스 상태로 바꾸는 기술이다. 발동 전에는 머리의 필살염을 불규칙하게 방출하여 노킹하는 상태를 보이는데, 이 현상은 제로지점돌파가 발생할 타이밍을 재는 것이다. 이 기술을 쓰면 상대가 공격한 필살염을 전부 다 아무런 대미지 없이 중화시켜 사라지게 한다. 단 이 기술이 실패했을 경우엔 사용자의 몸에도 무리가 간다. 그렇기에 이 기술은 완성형이 아니고 바리아의 잔자스와의 대전 때만 이 기술을 사용했다. 그 이후에는 필살 제로지점 돌파는 개량형 혹은 초대 에디션 등을 사용한다.

- 필살 제로지점돌파 개량형(개량형을 일본에서는 카이(改)라고 함)
  - 사용자 : 사와다 츠나요시(Vongola Decimo)
  - 제로지점돌파를 츠나가 개량한 기술로, 보통의 제로지점돌파는 그냥 기술을 중화시켜 사라지게 하지만, 개(改)는 상대의 필살염을 자신이 흡수해 자신의 필살염으로 만드는 기술이다. 하지만, 필살염에 불순물이 섞여있을 경우에는 무효화시키지 못한다.

- 필살. 제로지점돌파 초대 에디션
  - 사용자 : 사와다 츠나요시(Vongola Decimo), 봉고레 프리모(Vongola Primo), 9대(Vongola Nono)
  - 초대 봉고레 보스인 <지오토>가 만든 기술로, 플러스 상태에 놓인 필살모드를 반대로 마이너스 상태로 바꾸는 기술이다. 발동 전에는 머리의 필살염을 불규칙하게 방출하여 노킹하는 상태를 보이는데, 이 현상은 제로지점돌파가 발생할 타이밍을 재는 것이다. 그리고 기술을 쓰는 순간 필살염이 순간적으로 꺼지게 된다. 이는 마이너스 상태가 됨을 의미한다. 이 기술은 상대의 필살염을 얼음으로 만드는 기술로써 봉고레링에서 나오는 순수한 불꽃으로 녹일 수 있다. 사와다 츠나요시는 이 기술을 필살 제로지점 돌파 초대 에디션으로 칭했다.

#### 대지의 필살염(大地 必殺炎)
| 속성       | 색깔                 | 성질       | 이탈리아어             | 소유자            |
| ---------- | -------------------- | ---------- | ---------------------- | ----------------- |
| 대지(大地) | 진홍(Scarlett)       | 중력(重力) | 테라(Terra)            | 코자토 엔마       |
| 늪(沼)     | 불명                 | 발효(醱酵) | 팔루데(Palude)         | SHITT.P           |
| 강(川)     | 불명                 | 관통(貫通) | 불명                   | 미즈노 카오루     |
| 숲(森)     | 초록(Green)          | 구현(具現) | 포레스타(Foresta)      | 아오바 코요우     |
| 산(山)     | 녹황(Yellow Green)   | 동조(同調) | 몬타그나(Montagna)     | 오오야마 라우지   |
| 빙하(氷河) | 흰색(White)          | 동결(凍結) | 기아챠이오(Ghiacciaio) | 스즈키 아델하이트 |
| 사막(沙)   | 연주황(Light Orange) | 환각(幻覚) | 데저토(Deserto)        | 카토 쥴리         |

시몬 패밀리만이 지니고 있는 독자적인 필살염이다. 본래 필살염의 속성은 보스를 상징하는 하늘 속성과, 하늘을 물들이는 기상현상을 대표하는 나머지 6속성으로 이루어져 있지만, 시몬 패밀리가 지닌 속성은 대공(大空)의 7속성 필살염들과 정반대의 영역인 대지(大地)의 7속성 필살염, 즉 보스를 상징하는 대지 속성과, 대지를 물들이는 자연원소 6가지로 이루어져 있다. 시몬 패밀리는 봉고레가 자신들을 두려워했던 이유는 자신들의 이 필살염들이 봉고레와 대적할 수 있는 유일한 무기라는 것을 인지했기 때문이라고 주장하기도 한다.

#### 8번째 필살염:밤의 불꽃
빈디체만이 지니고 있는 8번째 불꽃으로, 성질은 불명이며 유일하게 D.스페이드만이 이 불꽃을 빈디체에게 빼앗아 사용한 적이 있다. 공간에 불꽃을 폭발시켜 워프터널을 만드는 힘과 대공의 7속성과 대지의 7속성을 전부 다 사용하고 컨트롤하는 힘이 있는 듯하다.
참고로 복수에 대한 각오로 발화되는 듯하다. 또한 역대 아르꼬발레노들이 대리전쟁으로 아르꼬발레노의 쪽쪽이에서 필살염이 빠지면서 버뮤다 폰 벡켄슈타인이 강제로 넣어서 쓰고 있다.

### 분노염
분노염 (憤怒の炎) - 사용자：XANXUS, 2대 보스(Vongola Secondo)
필살염에서 파생된 것으로 광구와 가까운 성질을 가지고 있다. 역대 봉고레 중 유일하게 무기를 사용하지 않았던 2대 보스 본고레 세콘도가 격앙했을 때만 볼 수 있는 불꽃이라고 하며, 파괴력은 ‘최강’이라고 칭해지는 초대 보스의 필살염보다 압도적으로 강력하며 초대 보스는 분노염에 타 죽는 것을 두려워해서 일본으로 도망쳐 왔다고 XANXUS는 주장했다. 또한, XANXUS의 경우에는 7대 보스와 같은 모델의 총을 사용하여, 이 염을 탄환에 담아 공격할 수 있다.

### 특수탄
특수탄(特殊弾 도쿠슈단[*])은 패밀리에게 전통적으로 전해지는 특수한 효과를 지닌 탄환을 일컫는다. 또, 아르꼬발레노가 사용하는 것으로 기술의 기억을 전하는 것이 가능하지만, 전할 시에는 계승 받은 측에서 탄환에 대해 참는 것이 필수이며, 죽음 또한 수반된다.
- 필살탄 (死ぬ気弾) - 사용자：리본(Reborn)
  - 봉고레 패밀리에 전해지는 특수탄이다. 이 탄을 총에 장전하고 후회하고 있는 사람의 정수리에 관통시키면 총격당한 사람은 죽어버리며, 위기에 의한 압력으로 인하여 리미터를 외부로 내보내어 부활하며 후회하고 있는 것에 대해 필살적으로 노력하게 된다. 필살탄을 맞으면 정수리에 필살염이 나타나고 옷이 찢어져 팬티 차림이 된다. 레온이 누에고치 상태에 놓여있다면 만들 수 없다. 필살탄이라는 것은 ‘정수리에 탄환을 맞았을 때의 속칭’에 지나지 않으며 이 특수탄은 탄환을 맞은 몸의 부위에 따라 명칭과 효과는 다르다. 필살탄에는 필살염을 일시적으로 압축해 흡수하는 성질을 가지기 때문에 7대 보스는 그 부분을 착안, 개량하여 전투용으로 활용한다.

- 잔소리탄(小言弾) - 사용자：리본(Reborn)
  - 고쿠요 전투에서 누에고치가 된 레온이 뱉어낸 특수탄이다. 피격당한 직후 리얼타임으로 탄환을 맞은 사람에게 잔소리가 들린다. 탄환을 맞은 사람에게 숨겨진 진의를 눈치채게 만드는 것으로 내면부터 전신의 힘을 풀어낼 수 있다. 동시에 내면에서의 감각도 해방된다. 츠나의 경우에는 ‘봉고레의 피 (Blood Of Vongola)’라는 혈통 특유의 간파하는 힘으로 인해 초직감으로 눈을 뜰 수 있었다. 필살탄같이 정수리에 필살염이 나타나며 이것을 양손의 X글로브에도 옮겨, 최대 전력을 발휘할 수 있다.

- 빙의탄(憑依弾) - 사용자：로쿠도 무쿠로
  - 에스트라 네오 패밀리가 개발한 특수탄이다. 마피아계의 금지탄으로, 타인의 몸에 빙의가 가능하지만, 빙의하려면 무쿠로의 삼지창으로 빙의하는 상대에게 상처를 입혀야 한다. 무쿠로는 이 행위를 ‘계약한다’고 칭한다. 동시에 몇 사람에게도 빙의가 가능하며, 빙의중에는 빙의하고 있는 몸에 상처가 나도 아픔을 느끼지 못하지만, 빙의하고 있는 몸이 엉망진창 상태가 되면 움직일 수 없다.

- 신세타령탄(身世打令弾) - 사용자：나이토 롱샴
  - 토마조 패밀리가 개발한 특수탄이다. 리본의 말에 의하면 토마조 조직에도 필살탄과 같은 특수탄이라고 한다. 이 총알을 맞은 사람은 한 번 죽은 후, 신세한탄을 하면서 다시 살아난다고 한다.

### 무기
- X 글러브(X グローブ) - 사용자 : 사와다 츠나요시
  - 츠나가 무쿠로와 상대할 때, 레온이 낳아준 무기이다. 원래 뜨개질한 손장갑(숫자 27이라 써져 있음)이지만 리본에게 필살탄이나 잔소리탄을 맞거나, 필살환을 먹으면 X 글러브로 변하게 된다. 글러브에서 나오는 필살염으로 공중을 자유자재로 날 수 있으며, 초대 봉고레 패밀리 보스인 프리모와 같은 무기이다. 후에 미래에서 10년 후 히바리와 훈련 도중 노멀 X 글러브에서 X 글러브 버전 봉고레링(X Glove ver. Vongola Ring)으로 변해 한층 더 강해지며, 현재는 탈보에 의해 봉고레 기어 버전으로 더욱 더 강력하게 업그레이드 되었다.

- 톤파(トンファ) - 사용자：히바리 쿄야
  - 히바리 전용으로 쓰는 강철 톤파로, 보통엔 소매에 접어 넣고 다니지만 전투 시에는 순식간에 펼쳐서 전투에 사용한다. 이 톤파엔 수많은 장치가 되어 있는데 톤파에 무수히 많은 가시가 돋아나거나, 톤파 끝에서 추가 달린 쇠사슬이 나가고, 톤파 손잡이 부분에서 갈고리가 자라나기도 하며 공격을 튕겨내기도 한다.

- 야생마 채찍(跳ね馬のムチ) - 사용자：디노
  - 리본이 디노의 가정교사를 담당하고 있던 당시, 레온이 엔쵸와 함께 낳은 무기이다. 조직원이 있을 때는 능수능란하게 사용하지만, 없을 때는 꼬여버린다. 10년 후 세계에선 필살염을 담아 사용한다.

- 시구레킨토키(時雨金時) - 사용자：야마모토 타케시
  - 평상시에는 강철제 죽도이지만, 시구레창연류(時雨蒼燕流)를 사용할 때 검신이 부서져 진검으로 변형하는 특수한 일본도이다. 시구레창연류 계승자에게 대대로 계승되어왔다. 10년 후의 야마모토는 자신이 사용하던 비 속성 링과 검의 궁합이 나빠서 필살염을 깃들게 하지 못했다. 한국에서는 한자음 그대로 따온 시우금시검으로 불린다.

- 삼지창(三叉槍) - 사용자：로쿠도 무쿠로, 크롬 도쿠로
  - 무쿠로가 가지고 있는 앞이 세 갈래로 나뉜 창이다. 상처 입히는 것으로 계약이 성립되기 때문에 빙의탄과 깊이 연관시켜 생각할 수 있다. 또, 막대 부분과 창 부분의 착탈이 가능하며, 이 창을 매체로 하여 수많은 기술을 발동시킬 수 있다. 크롬도 비슷한 형태의 창을 소유하고 있지만 무쿠로의 창과 동일한 것인지 관해서는 판명되지 않았다. 사용할 때는 한순간에 펼친다.

- 10년 바주카(十年の バズカ) - 사용자：람보, 미래의 람보
  - 보비노 패밀리의 메카닉들이 개발한 것이며, 보비노 패밀리의 보스가 람보에게 준 모양이다. 얼핏 보기에는 별 다를 것이 없어보이는 연홍색의 바주카 포이다. 람보는 처지가 곤란해지면 이 바주카를 통해 10년 후의 자신과 현재의 자신을 대체하는데, 적에게 직접적인 타격을 가하는 것은 불가능하나 미래의 자신으로 파워업 하여 전투에 임할 수 있다는 것에서 무기로 간주한다. 이 바주카를 통해 나타난 10년 후의 상태는 5분간만 지속이 가능하며, 이 바주카의 효과는 중첩이 가능하기에 10년 후의 상태에서 한번 더 쓰면 20년 후의 상태가 된다. 바리아와의 링 쟁탈전에서 람보는 이 바주카를 이용하여 20년 후의 자신을 불러옴으로써 불리했던 레비와의 전세를 단숨에 역전시켰으나 5분이라는 시간제약 때문에 승리를 얻지는 못했다.

- 프레임 에로우(フレイム アロー) - 사용자:고쿠데라 하야토
  - 10년 후의 고쿠데라가 발견한 박스 안에 있었다. 과거에서 온 고쿠데라가 연 박스 안에 있었으며, 다이너마이트를 이용해 폭풍의 필살염을 발사한다. 또한 다른 종류의 필살염과 합쳐지면 특수한 미사일을 발사할 수 있다.

### 링
마피아의 여명기에 암흑 시대를 살아남기 위해 마피아의 선인들이 어둠의 힘과 계약한 상징으로 여겨져 온 반지이다. 링에는 정제도(精製度)라는 계급이 존재하는데 이 '정제도'가 높을 수록 링의 사용자의 힘을 크게 끌어내준다. 반대로 아주 강력한 힘을 지닌 자가 정제도가 낮은 링을 사용했을 경우엔 링이 그 사용자의 힘을 견디지 못하고 파손될 수도 있다. 가장 강력한 정제도는 S랭크인 링이다. 참고로 히바리 쿄야가 하급링을 이용하면 10초 이내로 파괴된다.

#### A급의 (혹은 A+) 링들

##### 봉고레 링(Vongola Ring)
세계창조의 초석인 비보(飛寶)인 트리니세테의 일각 중 하나로, 마피아 세계의 절대권력인 <봉고레 패밀리>의 상징이자 증표이기도 한 링이다. 이 링은 보스와 수호자를 상징하는 물건이며 계승자에게 물려줄 때가 올 때까지 현 보스와 문외고문, 두 사람이 나눠 가지는 규칙이 있는데 이것은 '하프 봉고레 링'이라고 한다. 봉고레 링은 다른 트리니세테와는 달리, 분할구조를 유지하기 위해 본래 모습을 봉인하고 불꽃의 최대 출력을 억제하고 있었지만 미래의 싸움에서 봉고레 프리모가 족쇄를 풀었다. 절망적인 위기가 닥쳤을 때 링에 깃든 선조의 힘으로 위기를 벗어나 패밀리를 번성시킨다는 전설인 <세로 시공축의 기적>을 소유하고 있다.
시몬패밀리와의 전투전에 오리지널 봉고레링의 파괴로 박스병기를 변형시킨 애니멀링과 부서진 오리지널 봉고레링을 타르보라는 사람이 조합을 시켜 대공의 링은 대공속성X의 링, 구름의 링은 구름속성X의 팔찌, 안개의 링은 안개속성X의 귀걸이, 비의 링은 비속성X의 목걸이, 폭풍의 링은 폭풍속성X의 버클(벨트), 번개의 링은 번개속성X의 헬름(헬멧),태양의 링은 태양속성X의 뱅글(이것을 봉고레기어라고 한다)로 태어났다.

##### 마레 링(Mare Ring)
세계창조의 초석인 비보(飛寶)인 트리니세테의 일각 중 하나. 마레 링은 <봉고레 패밀리>와 동등한 역사를 지닌 <질리오네로 패밀리>의 소유이자 봉고레 링, 아르꼬발레노의 쪽쪽이와 함께 트리니세테의 일각을 새기는 링이다. 다른 차원을 넘어 평행 우주에 있는 모든 세계를 의식할 수 있는 <가로 시공축의 기적>을 소유하고 있다. 그러나 그 이후에는 백란이 질리오네로 보스인 유니의 감정을 소멸 시켜서 백란의 손에 들어가게 되며 미래편 마지막 부분에서 유니의 부탁으로 미래의 아르꼬발레노들이 과거에서 오의를 통하여 봉인시킨다.

##### 아르꼬발레노의 7개의 쪽쪽이
세계창조의 초석인 비보(飛寶)인 트리니세테의 일각 중 하나로, 본래 트리니세테를 수호하는 사명을 띠고 선택받은 7명의 인간들이 강력한 힘을 얻는 대가로 저주를 받아 아기들로 작아지는 현상이 생기는데 이 때 이 장난감 쪽쪽이들은 각각 동일한 속성을 지닌 아르꼬발레노들의 신체가 되어 링크된다. 줄여서 일명 '쪽쪽이'라고 부르기도 한다. 그 어떤 이치나 사상에도 융합되지 않으며, 양쪽에 선이 아닌 점으로써 존재하는 것을 의미한다고 한다(즉 시간 0 / 무한 1이다.).

##### 시몬 링
시몬 패밀리의 문외불출의 비보로, 통상의 하늘의 7속성의 필살염이 아닌 시몬만의 독자적인 필살염인 대지의 7속성의 필살염을 깃들게 할 수 있다. 츠나 일행이 미래에서 과거로 돌아올 때 생긴 아르꼬발레노의 오의로 일으킨 시공분열에 의한 지진 때문에 초대인 시몬 코자토의 무덤이 갈라지면서 그 안에서 발굴되었다. 초대 보스인 시몬 코자토의 피를 링에 주입하면 고대 룬 문자 비슷한 문양이 격렬하게 원을 그리며 사용자를 각성시킨다. 그 각성이 완전체가 되는 것은 피가 링에 주입되고서부터 딱 7일간이라고 한다. 링이 완전각성하면 링의 중앙에서 괴상한 물체가 튀어나와 있는 상태로 변하고, 사용자의 정신상태 또한 매우 불안정해져 마음이 원래 약했던 자는 마음이 파괴되어 이성을 잃고 흉측한 모습으로 변해버린다. 다른 링들과는 달리 대지의 불꽃을 사용하고 두 패밀리의 간의 우정이 강해지면 보스들의 링 즉 본고레의 대공의 링과 시몬의 대지의 링이 결합하여 새로운 형태의 링이 된다.

##### 헬 링(Hell Ring)
필살염이 발견되기 훨씬 이전부터 존재했었다는 지옥의 저주가 깃든 안개 속성의 6개 링의 총칭이다. 이 링은 사용자에게 강력한 힘을 선사해주는 대신, 자아와 정신을 빼앗아가는 '지옥의 계약', 즉 다시 말해 지옥에게 자신의 영혼을 먹히게 하는 무서운 링이다.
오사. 임프레쇼네(Ossa Impressione / 殘狀骨) 헬 링
뜻 : 해골의 잔상
소유자 : 환기사
지옥에 떨어지던 영혼이 현세에 대한 무시무시한 집착과 원념에 의해 링의 모습으로 형상화되어 나타난 것이라는 전설이 있다.
이 링에 깃든 원령의 숫자는 1만이 넘으며, 그 강력한 힘에 의해 상대방에게 지옥 원령들의 괴롭힘이 가해진다.
반지에 형상화된 원령의 얼굴이 적의 공격을 막아내는 방패로도 쓰인다.
세뇨(Segno / 標示) 헬 링
뜻 : 기척, 신호
소유자 : 카와히라(체커페이스)
사랑했던 남자와의 사별 후, 남자를 잊지 못하고 그리워하며 고통의 나날을 보내다가 죽은 한 여인의 정념이 링으로 형상화되었다는 전설이 있다.
이 링은 대상자의 기척이나 살기를 완벽하게 지우거나, 혹은 아무것도 없는 장소에 대상자의 기척을 감돌게 할 수 있다.
하지만 이 힘은 생명의 존재 자체를 컨트롤하는 금단의 흑마술이며, 이 링의 소지자는 항상 파멸의 운명을 가지고 살아가야 한다.
세이세이세이(SeiSeiSei / 666) 헬 링
뜻 : 666
소유자 : 프랑
일명 <불행을 가져다주는 링>으로 통하며, 이 링의 소지자는 666회의 불운 끝에 딱 한 번 행운이 찾아온다는 전설이 있다.
그 힘이 상대에게도 미치는지 이 링의 힘을 받은 자는 거의 매일 불운에 시달린다고 한다.
하지만 생각하기 나름이라고, 이 링의 술자로는 불운을 불운이라고 생각하지 않는 긍정적인 근성을 지닌 술사가 제일 적합하다.
666은 성경에서 아주 좋지 못한 수라 나와있다. 하나님의 배척하는 수라고 한다.
말로키오(Malloccio / 眼球) 헬 링
뜻 : 눈동자
소유자 : 로쿠도 무쿠로
이 링에 달린 눈동자를 직시한 자는 금세 몸이 딱딱하게 경직되고, 이어서 모든 사고와 생각, 의식을 잃어버리게 된다.
더욱이 이 링은 사나운 육식의 링이기 때문에 링에서 나오는 철발톱으로 코끼리 크기만한 고기라도 눈 깜짝할 사이에 삼켜버린다.
링 중앙에 달린 눈동자의 원래 주인에 대해서는 여러 가지 설이 있지만 세상을 계속 보기 위해, 태어나고 나서부터 눈을 한번도 깜빡이지 않은 어느 모험가가 자신의 최후의 순간에 스스로 눈을 도려냈다는 설이 가장 유력하다.
가시나무 모양 헬 링
뜻 :불명
소유자 : 로쿠도 무쿠로
자세한 것은 불명
뿔 모양 헬 링
뜻 : 불명
소유자 : 불명
자세한 것은 불명

#### 링의 힘
링은 인간의 몸에 흐르는 파동(생명 에너지)이 공급되면 그 파동에 담긴 각오의 힘에 의해 고밀도 에너지로 바뀌어 필살염을 발화할 수 있다. 링 역시 필살염의 일곱 종류처럼 일곱 속성의 링이 존재하며 링에서 발화된 필살염의 힘이나 위력의 판단기준은 순도를 우선시하고 그 다음에 크기를 따지며 강력한 필살염은 순도가 짙고 크기도 큰 필살염이라고 할 수 있다. 단, 사용자의 필살염의 속성이나 링의 속성이 맞지 않으면 필살염을 발화시킬 수 없으며 설사 링과의 파동이 맞다 해도 강하고 흔들리지 않는 진정한 각오와 재능을 품지 않은 이상, 필살염을 발화시킬 수 없다. (사람이 가지고 있는 파동의 수나 종류는 전부 다 제각각이며 다수의 파동을 가진 경우 다른 파동 중에서도 진정으로 강한 자신의 파동은 따로 존재한다. 즉 가장 강력한 자신의 파동과 정제도가 강한 링이 있어야 진정한 힘을 내는 것이 가능하다.)

### 박스(匣)
링에 깃들인 필살염으로만 열 수 있는 상자를 말한다. 링과 마찬가지로 7개의 속성이 존재하며 박스의 속성에 따라 전투를 유리하게 끌어갈 수 있는 여러 가지 무기와 아이템 그리고 병기가 들어 있다. 처음 박스에서 꺼낼 때 공급한 필살염만큼 움직이면서 힘을 쓰다가 꺼지면 박스 역시 활동을 정지한다(건전지처럼). 보통 파동 + 링 + 박스 이렇게 3가지 조건이 일치하지 않으면 박스를 여는 것이 불가능하지만, 하늘의 파동과 하늘의 링을 가지고 있다면 모든 속성의 박스를 열 수 있다. 다만 하늘 속성은 다른 속성의 박스를 열 수는 있어도 그 박스의 진정한 힘은 끌어내지는 못하며, 그 속성을 지닌 사람이 박스를 열었을 때보다 박스 병기의 위력이 현저히 떨어지는 모습을 보인다. 즉 가장 강한 자신의 파동으로 정제도가 높은 링에다 깃들인 크고 순도가 짙은 필살염으로 박스를 열어야지만 해당 병기의 위력이 증강한다.

#### 박스의 기원
박스의 기원은 4세기 전의 생물학자인 제페트. 로렌치니가 자신이 설립한 비밀결사에 남긴 343편의 설계도를 바탕으로, 아르꼬발레노 중 한 명인 '베르데', 같은 비밀 결사의 동료였던 '이노첸티', '퀴니히'가 함께 개발해냈다. 그들은 5년 만에 프로토 타입(초기 타입)을 완성시켜 지구상의 생물을 본뜬 오리지널 343편의 박스 병기 말고도 보존용, 무기용, 생물이 들은 박스를 만들어내고 있다. 현재 유일하게 살아있는 퀴니히는 지하로 숨어서, 개발해 낸 새로운 박스 병기들을 어둠의 무기 상인들에게 팔고 있다고 한다. 히바리는 10년 후의 미래에서 박스 병기 개발이 갑자기 급속도로 발전한 것이 우연이라는 가설을 내렸지만, 사실 이 모든 일에는 백란의 능력이 우연이라는 형태로 개입되었다.

#### 박스의 종류
현재 박스 병기의 종류는 천차만별이며 각 박스 병기마다 특징을 가지고 있다.
1. . 필살염이 깃든 여러 가지 무기들이 들어 있는 무기 박스
2. . 여러 가지 도구들이 들어 있는 도구 박스
3. . 무언가를 보존하기 위해 만든 보존 박스
4. . 동물 형태를 띤 박스 병기가 들어 있는 애니멀 박스

#### 특이한 박스 병기
- 배터리 박스
  - 박스 병기의 에너지원인 필살염이 떨어졌을 때, 그 필살염을 보충하기 위해 따로 만들어진 박스이다.

- 수라개갑(修羅開匣)
  - <밀피오레 패밀리>의 리얼 6조화만이 사용하는 인체실험 박스 병기이다.

- 봉고레 박스 (Vongola Box)
  - 봉고레 10대 패밀리에게 주어진 박스, 오직 봉고레 링으로만 열 수 있으며, 박스 병기 애니멀이 직접 무기로 변형하는 봉고레 패밀리가 독자개량한 박스 병기이다. 그 형태는 초대 보스와 수호자들이 썼던 무기라고 전해지며, 캄비오. 포르마(Cambio Forma : 형태 변화)라고 외치면 박스 애니멀이 빛나면서 무기로 변신한다. (자세한 것은 봉고레 박스 참조)

### 아르꼬발레노
마피아 세계의 최강이라고 칭송받는 7인의 저주받은 아기들을 총칭하는 말, 그들은 원래는 평범한 인간들이었으나 이 세계를 창조한 보물인 트리니셋테를 지키는 것을 사명으로 트리니셋테의 한 축인 7 속성의 쪽쪽이와 동화한 것이라고 이리에 쇼이치(슈)는 말했다. 아직까지 그 저주가 무슨 저주이고 어떻게 되어서 저주를 받아들이게 되었는지는 의문에 싸여 있다. 다른 이름으로 선택받은 7인(Ei. Ppresheltti. Sete / 이. 프레셀티. 세테)이라고도 불린다.